# 세이렌 (애니메이션)

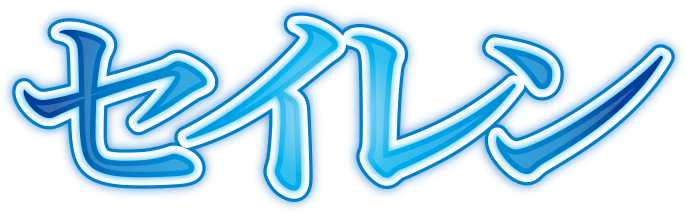

세이렌(일본어: セイレン)은 스튜디오 고쿠미와 AXsiZ에서 고바야시 토모키가 감독한 일본 오리지널 로맨틱 코미디 애니메이션 TV 시리즈이다. 2017년 1월 5일부터 3월 23일까지 TBS에서 방영되었다.
이 시리즈는 앤솔러지 시리즈처럼 구성되어 있으며, 4개의 에피소드마다 주인공 카미타 쇼이치가 다른 소녀로 끝나지만 모두 동일한 캐릭터가 등장하는 개별화된 연속성으로 진행된다.
세이렌은 같은 고등학교를 배경으로 한 비슷한 구조의 아마가미 각색의 속편이지만, 비록 9년이 지났다.

## 줄거리
카미타 쇼이치는 대학 시험과 미래를 걱정하는 고등학생 2학년이다. 그의 인생의 이 시점에서 그는 다양한 소녀들과 접촉하게 되고, 시리즈는 쇼이치와 그들과의 관계를 따라간다.

## 같이 보기
- 아마가미
- 키미키스